# Bonifácio de Canossa
Bonifácio de Canossa ou também Bonifácio III da Toscana (985 — San Martino dall'Argine 6 de Maio de 1052) foi duque de Espoleto e de Módena, marquês da Toscânia, de Régio e Bréscia.

## Biografia
De seu pai herdou os condados de Módena, Régio da Emília, Mantova, Bréscia, Ferrara, e da mãe herdou o controlo das grandes propriedades que esta tinha, tais como a Toscânia (incluindo as cidades de Florença, Luca, Pisa, Pistoia), foi então nomeado marquês da Toscânia corria o ano de 1027. 
Foi tido como o mais poderoso de todos os senhores feudais italianos de seu tempo depois que o Imperador do Sacro Império Romano.
Morreu em 1052 em San Martino dall'Argine, ou na floresta de Spineda, durante uma caçada. Conta uma lenda que ele foi assassinado às mãos de Scarpetta de anevari de Parma, mas a biografia de Donizone não fala de uma morte violenta. Foi enterrado na cidade de Mântua.

## Relações familiares
Foi filho de Tedaldo de Canossa, conde de Régio da Emília e de Espoleto. Casou por duas vezes, a 1ª com Riquilda de Bérgamo, filha do Conde de Bérgamo, e a 2ª com Beatriz de Lotaríngia (1017 —?), filha de  de quem teve:
1. Matilde da Toscana  (c. 1046 – Bondeno di Roncore, 24 de julho de 1115), Senhora de Canossa, casou com Guelfo II de Baviera  (1075 - Burg Kaufering, 24 de Setembro de 1120), Duque da Baviera.
2. Beatriz da Toscana, que morreu jovem em 1053
3. Frederico da Toscana, que herdou fortuna de seu pai, mas morreu jovem